# روژه بامبوک
روژه بامبوک (فرانسوی: Roger Bambuck‎؛ زادهٔ ۲۲ نوامبر ۱۹۴۵) دونده دو سرعت اهل فرانسه بود.
وی همچنین برندهٔ جوایزی همچون لژیون دونور (افسر) شده‌است.